# Brad Loree
Bradley Clifford Roy Loree es un actor y doble de cine y TV. Nació el 5 de julio de 1960, en Columbia Británica, Canadá.
Es conocido por haber interpretado a Michael Myers en Halloween: Resurrección. También iba a interpretar a Jason Voorhees en la película Freddy contra Jason, pero el director Ronny Yu, lo rechazó porque deseaba que Jason fuese interpretado por alguien de mayor altura (Brad Loree mide 1.88 metros). Fue reemplazado por su amigo, también actor y doble Ken Kirzinger, quien actuó en ese film interpretando al personaje con la máscara de hockey.
Es miembro de la única asociación de dobles de cine canadiense, Stunts Canada. 